# Robert Archer
Robert Archer (Londres, 1948) és un filòleg, hispanista i catalanista anglés.

## Trajectòria
El seu primer contacte amb la llengua catalana s'esdevingué poc abans dels vint anys, el 1967, quan va participar durant quatre mesos en una colla de collidors de taronja en els camps de Borriana.
Estudià filologia hispànica a Oxford, i s'hi va doctorar el 1980 amb una tesi sobre l’obra d'Ausiàs March, dirigida per Robert Pring-Mill. Del 1981 al 1997 fou cap de departament a la càtedra d’espanyol de La Trobe University de Melbourne (Austràlia), on creà un lectorat de català. Fou catedràtic d’estudis hispànics a la Universitat de Durham (Anglaterra) entre el 1998 i el 2005, i ocupà la càtedra Cervantes al King's College de la Universitat de Londres des del 2005 fins a la seua jubilació el 2014. És també professor honorari de la Universitat de València.
Els seus interessos s'han centrat especialment en la literatura medieval de la península ibèrica, i en la del segle d'or espanyol, sobre la qual ha publicat nombrosos estudis en revistes especialitzades com ara el Bulletin of Hispanic Studies, la Modern Language Review i la Revista de Filología Española. Però també ha dedicat un bon nombre d'estudis a analitzar i difondre l'obra d'Ausiàs March, tant en anglés com en castellà i en català, començant per la tesi: The Pervasive image (1985) i culminant en l'edició crítica de l'Obra completa del clàssic valencià (1997) i posteriorment una edició bilingüe d'aquesta (amb traducció castellana) publicada per Cátedra.
Casat amb una valenciana, d'ençà de la seua jubilació resideix a València.

## Premis i reconeixements
- Premi Batista i Roca (1997).
- Premi de la crítica Serra d'Or de catalanística (1998).
- Membre de l’Australian Academy for the Humanities (1994).
- Síndic d'honor de l'Agrupació Borrianenca de Cultura (1999).
- Corresponent de la Reial Acadèmia de Bones Lletres de Barcelona (2000).
- Corresponent de la Secció Filològica de l'Institut d'Estudis Catalans d'ençà del juny del 2000.

## Obres (selecció)
Estudis i edicions
- Contra las mujeres: poemas medievales de rechazo y vituperio (amb Isabel de Riquer), 1998.
- The Problem of Woman in Late-Medieval Hispanic Literature, 2005.
- «Symbolic metaphor and reading-processes in Ausiàs March». La Trobe University.
- The Pervasive Image. The Role of Analogy in the Poetry of Ausiàs March. Amsterdam, 1985.
- «Ausiàs March i les dones», La Trobe University.
- Cinquanta-vuit poemes d'Ausiàs March (estudi i edició, 1989).
- Ausiàs March. A Key Anthology (1992).
- «Una font aristotèlica d'Ausiàs March».
- Aproximació a Ausiàs March. Estructura, tradició, metàfora (1996).
- Ausiàs March. Verse Translations of Thirty Poems (2006).*

Poesia
- The Naming of Birds (poemes originals, acompanyats d'una versió en castellà per Guillermo Carnero). València, 2016.[1]